# San Pedro (Álava)
San Pedro es un despoblado que actualmente forma parte de los concejos de Villafría, del municipio de Bernedo, y del concejo de Villaverde, del municipio de Lagrán, que están situados en la provincia de Álava, País Vasco (España).

## Historia
Documentado desde el siglo XIII, como situado entre Corres y Villaverde, se desconoce cuándo se despobló.